# Aaspere
Aaspere (Kattentack in tedesco) è una frazione del comune di Haljala, contea di Lääne-Virumaa, in Estonia. Si trova presso un laghetto (Aaspere tiik), lungo l'autostrada che collega Tallinn a Narva. Conta 229 abitanti.
Vi si trova un maniero, menzionato per la prima volta nel 1511 e costruito sulle rovine del villaggio Katkantagus/Kattentack (risalente almeno al 1241).